# Municipio de Santo Domingo Teojomulco
El municipio de Santo Domingo Teojomulco es un municipio del estado mexicano de Oaxaca. Es un pueblo Chatino cuyo origen se remonta a antes de la llegada de los españoles a América. Su título primordial fue expedido el 10 de octubre de 1521, por la Corona española, reconociendolo como uno de los pueblos más antiguos de la región. Actualmente, Santo Domingo Teojomulco es considerado por el gobierno del estado de Oaxaca como el centro económico de desarrollo de la región Sierra Sur, gracias a los servicios que ofrece, vías de acceso y por su ubicación estratégica. Según el censo del INEGI 2020, tiene una población de 5260 habitantes.

## Límites municipales
Tiene límites administrativos con los siguientes municipios y/o accidentes geográficos, según su ubicación:
| Noroeste: Santa María Zaniza     | Norte: Santa María Zaniza, Santiago Textitlán | Nordeste: Villa Sola de Vega                     |
| Oeste: Santa Cruz Zenzotepec     |                                               | Este: Villa Sola de Vega, San Lorenzo Texmelucan |
| Suroeste: San Jacinto Tlacotepec | Sur: Santiago Minas, San Lorenzo Texmelucan   |                                                  |

## Historia
Santo Domingo Teojomulco en la época prehispánica.
Teojomulco, un pueblo de origen Chatino.
Santo Domingo Teojomulco, es un pueblo de origen Chatino, según lo explica el Padre José Antonio Gay en su libro “Historia de Oaxaca”, donde sugiere que el origen de los Chatinos responde a grupos indígenas de navegantes llegados de Australia o de la misma América, que costeando desembarcaron en las lagunas de Chacahua y se establecieron el lugares cercanos, posteriormente llegando a Juquila y luego extendiéndose a Teojomulco y Teosacualco.
Los Chatinos estuvieron aliados en un principio a los Mixtecos de Tututepec, a quienes tenían que pagar un tributo. Los doctores Miguel A. Bartolomé y Alicia M. Barabas en su libro “Tierra de la Palabra: Historia y Etnografia de los Chatinos” explican: “El tributo era exigido por funcionarios especializados  que residían en los pueblos  subordinados e incluía: oro, plumas, turquesas, textiles, algodón en rama, importantes cantidades de maíz, frijol, chile y miel, además de trabajo gratuito y guerreros para las tropas mixtecas”.
Debido a esto, la prosperidad y riqueza del señorío de Tututepec no tardó en llegar a oídos del Gran Huey Tlatoani Moctezuma I, quien envió cien principales aztecas  como mensajeros cargados de presentes para solicitar a los señores mixtecos  que accedieran  a comerciar libremente dichos minerales. Los jefes mixtecos se negaron  a las peticiones y dieron muerte a los emisarios,  cuyos cuerpos fueron arrojados al río. Al enterarse de estos sucesos, Moctezuma I envió espías  para conocer las defensas mixtecas y más tarde un ejército compuesto, según Durán (1967-425- 431), por alrededor de cuatrocientos mil hombres, cifra probablemente exagerada pero que da idea del celo  con el que los aztecas intentaban  proteger la libertad del comercio.
El ejército mexica pasa por Teojomulco el 12 de abril de 1463
Según el historiador Martínez Grácida, quien tuvo acceso a fuentes escritas hoy desaparecidas explica: “El jefe Azteca Cuauhnochtli   comenzó la campaña contra Tututepec entrando a la región chatina  en 1463. El jefe Cuauhnochtli  ocupó Teojomulco, pueblo en esa época chatino,  el 12 de abril de 1463 y el 13 entró en Zenzontepec”.
Santo Domingo Teojomulco en la conquista y la Colonia.
La llegada de los españoles a la región  chatina está relacionada con la conquista  de Tututepec, en el año 1523 por Pedro de  Alvarado. Los tututepecanos que  sojuzgaban a los chatinos, fueron conquistados por  los  españoles por  iniciativa de los zapotecos de Tehuantepec. Ellos se dieron cuenta acerca de la riqueza que  poseía el pueblo mixteco de Tututepec. Los españoles también debieron  obtener amplia información  sobre esas tierras costeñas con  los aztecas, quienes 60  años  atrás  habían conquistado a  Tututepec. Así, la conquista  del reinado de Tututepec, supeditó a los  pueblos chatinos  a  ser  contribuyentes  de los  españoles; el tributo que los chatinos antes  entregaban a los  de Tututepec, ahora  la  proporcionarían a los  encomenderos españoles. Había nuevos amos y nuevas contribuciones:“Los pueblos de la zona norte  cuya cabecera era Zenzontepec fueron asignados en 1520 a Alonso Zimbrón de Vitoria y luego a Juan de Valdivieso y Alonso de Contretas; encomiendas que les pertenecieron a ellos y a sus descendientes hasta 1604.”
Sobre el Título Primordial.
El Título primordial de Teojomulco fue expedido a nombre del Virrey de la Nueva España, Sor Don Luis de Velasco al Cacique de Teojomulco Don Felipe de Austria el 10 de octubre de 1521. El título  primordial que  posee  Santo Domingo Teojomulco está  plasmado en dos  documentos  que son:  primero;   un lienzo en cuyo  centro  se encuentra la imagen de Santo Domingo Teojomulco y en sus alrededores  los  linderos  correspondientes;  segundo,  un  documento  notarial  que describe  el   contenido  original de  donación.

Sobre el Oro en Teojomulco. Hacia 1545 se halló oro en Teojomulco, lo que produjo una forzada corriente migratoria de población indígena rumbo a la zona, determinando que dicha cabecera creciera de 200 tributarios en 1570, a 553 en 1597. Veinticuatro años después de la conquista de México por los españoles, Teojomulco ya era un lugar importante y privilegiado en la explotación de oro.
El oro sirvió para abreviar  el proceso de aculturación. Así se explica que en Teojomulco, la población es eminentemente mestiza. La explotación del oro fue muy importante durante  los siglos venideros; a Teojomulco, incluso,  se le  llegó a conocer como “Tejo de Oro del Rey”.

La conquista espiritual de los pueblos chatinos.
No se han  encontrado  registros  históricos  que describan a  los pueblos  chatinos como belicosos, sino más bien las versiones históricas narran de que eran pueblos pacíficos. Tal vez  por ello  estuvieron sojuzgados por el  reinado mixteco de Tututepec. Ahora, la oleada de españoles que iban y venían en busca de oro,  los había hecho cambiar de opinión; quería expulsarlos, pero su falta de  experiencia  guerrera, hizo que la pretendida expulsión a   los invasores  fracasara. Se  han encontrado evidencias escritas acerca de que los españoles no reprimieron la  sublevación;  utilizaron una estrategia diferente a las armas. Esta vez la conquista no fue similar a la de los tlaxcaltecas y mexicas,  con quienes fue a sangre y fuego. Para  avasallar a los chatinos, dejaron descansar la espada y el arcabuz  y apostaron a la conquista  espiritual a través  de la religión católica.
En el año de 1697 se inició la construcción del primer Templo Católico de la comunidad. La parroquia de Santo Domingo Teojomulco está reconocida desde estos años.
Teojomulco en el siglo XX
Teojomulco pierde su lengua y su vestimenta tradicional por un decreto presidencial en 1907.
En el año de 1907, el presidente municipal Juan Rodríguez, convoca a una asamblea de comuneros en la cual pide a los Teojomulqueños que en pro del desarrollo, se deje de usar la ropa tradicional, que en ese entonces era camisola y calzón de manta, y que se use camisa y pantalón; también pide que se deje de impartir el idioma indígena en las escuelas y que no se enseñara a los niños, que en ese entonces era un topoleco de Chatino y una variante de Zapoteco, debido a la llegada de zapotecos a la zona. Por eso en Teojomulco rápidamente se aprendió a hablar español y se dejó de vestir la ropa tradicional.
Teojomulco en la época Revolucionaria
La  participación  de Teojomulco en el zapatismo se dio a través  de la influencia de tres personajes importantes: Rey Sánchez, Juan Rodríguez y David Rodríguez. Los dos primeros  se identificaron plenamente  con el  zapatismo,  y David Rodríguez peleó con bandera  cristera pero con ideales zapatistas.
Teojomulco asumió  una  participación meritoria que  se inició con Rey Sánchez. Él fue un zapatista originario de Teojomulco que combatió a los carrancistas  de la región, con él anduvo Juan Rodríguez cuya acción armada se hizo sentir  en  parte de Nopala  y Panixtlahuaca. Al respecto Miguel A. Bartolomé y  Alicia M. Barabas expresan en versiones  recopiladas, que zapatistas y carrancistas  se disputaban la supremacía militar de la región. Esta disputa  se dio  entre 1915 y 1917;  en este período, uno u otro ejército; cuando hacía  su arribo a los pueblos, era  para llevarse a los hombres a su bando.  Los obligaban a ser soldados carrancistas o zapatistas dependiendo del ejército  combatiente que pasara en ese momento. Claro que los hombres, ante el peligro de  ser llevados a tomar  las armas y  desde luego, con ello abandonar  a su  familia, al ver llegar  a los hombres  armados  se  escondían y si no lograban hacerlo terminaban   forzadamente como  soldados o guías  del bando del  momento. Los grupos  armados, además de  combatientes,  exigían   agua, alimento y hospedaje. También condicionaban a las autoridades para pertenecer  al grupo armado  que en ese momento hacía su aparición; si las autoridades no se doblegaban a los  caprichos del grupo incursionista, eran  candidatos a sufrir represalias.
David Rodríguez  fue enemigo de los caciques y  terratenientes de la  costa, su afán verdadero era dotar tierra a los campesinos  que lo seguían, su bandera fue zapatista. Luchaba contra  caciques que explotaba a los peones y  que tenía la protección de la tropa.  David Rodríguez “se levantó en armas  con ellos;  contra ese estado de cosas y si su grito no era otro que: “Tierra y Libertad”.
La minería en Teojomulco.Sobre la minería en Teojomulco se tiene conocimiento que data desde la época de la colonia, se encontraba en  plena explotación en los años de 1926 a 1945, existía una plata de beneficio que operó hasta 1943 propiedad de la Compañía Minera de Teojomulco, S.A., con capacidad de 100 toneladas al día por el método de flotación y los minerales ricos se cianuraban.
Tuvo su período de  máximo auge económico con  la  AMERICAN SMELLTIN  COMPANY,  compañía minera  norteamericana  del estado de Nevada; fue de 1926 a 1945. Se explotaba Oro y Plata. Fueron diecinueve años de   apogeo minero, con capacidad de exportación internacional. El centro industrial en Río Parado había generado  la instalación de una colonia de trabajadores  que junto con sus familias formaban un núcleo poblacional que requería de varios servicios. La Mina proporcionaba: una clínica, en ella  se prestaba   servicio  médico eficiente a los  trabajadores;   un mercado, en él florecía el comercio y generaba una circulación de dinero que beneficiaba a muchas  personas emprendedoras de diligencias.
Sobre Teojomulco y San Pedro el Alto
El 13 de mayo de 1956 el departamento agrario ejecutó la resolución presidencial de titulacion de bienes comunales a San Pedro el Alto, Zimatlán de Álvarez. Se sucitó un conflicto en disputa del territorio de 7000 hectáreas entre la agencia municipal y el municipio de Santo Domingo Teojomulco. Actualmente el conflicto se encuentra en vías de solucionarse.
Sobre el campo de aviación de “El Coquito” En 1966 se construye una pista de aterrizaje de avionetas en “El coquito”, Teojomulco relacionada con la exigencia que  hizo una mujer extranjera; de Holanda, llamada Tonny  Zwollo, conocida como “La Hija del Sol”. Esta profesionista  estuvo  a cargo de la construcción de las primeras  cuatro aulas en Teojomulco. Para que “La Hija del Sol” pudiera llegar a la población a supervisar la obra y  para   transportar los materiales industrializados que se requerían para la construcción, pidió a la población que  construyera  una pista  de aterrizaje.
El pueblo de  Teojomulco, interesado como estaba en el progreso, de inmediato se dio a la tarea de buscar el terreno apropiado. Se eligió un terreno que se ubica  al Poniente del  palacio municipal,  como a 500 metros de éste; en una colina que recibe  el nombre de El Coquito.
Elegido el terreno y hechos los acuerdos con sus respectivos dueños, se procedió a emparejarlo; para ello se tuvo que retajarlo a pico,  pala y carretilla.
Sobre Teojomulco y Xochiltepec.
Santiago Xochiltepec fue dotado con mil 719 has. el 16 de diciembre de 1966, por su parte a Santo Domingo Teojomulco le fueron reconocidas 18 mil 911 mediante resolución presidencial en mayo del mismo año. Los de Xochiltepec por considerar que tal mandato afectaba sus terrenos, -consideraban como suyas otras 4,622 has- interpusieron un juicio en 1968.
El 13 de diciembre de 2003, en la primera plana el perióco local Noticias, se lee: “Finaliza el conflicto entre Teojomulco y Xochiltepec”, “ la Secretaría de la Reforma Agraria (SRA), indemnizó ayer con 50 millones de pesos (cerca de cinco millones dólares) a Santiago Xochiltepec por renunciar a todo derecho sobre 4,622 has. con Teojomulco”
Sobre la carretera hacia la ciudad de Oaxaca y otros proyectos de desarrollo.
Antes de 1972; año en que se introdujo la carretera por El Berro, la gente de Teojomulco, para salir a la ciudad de Oaxaca tenía  que caminar al punto más  cercano  a donde  llegaba el carro, que era Llano Manteca; distante a tres horas de Teojomulco; eso cuando coincidía la necesidad de salir con la programación que hacían los fruteros y comerciantes que contrataban a los  carros y choferes  generalmente de San Pedro el Alto. Otras veces las personas  viajaban hasta El Tlacuache; distante a  6 horas de la población. La Compañía Forestal de Oaxaca explotaba la madera a través de contratos que generalmente eran ventajosos para este consorcio, a los pueblos como Teojomulco les  costaba mucho negociar su madera; se hacía generalmente a cambio de que la compañía hiciera determinados tramos de carretera.
En 1975 se empieza a instalar la red de agua potable.
En el 1980, estando  como Presidente Municipal Interino Albertano Hilario, se empezó a construir la Clínica de IMSS-COPLAMAR.
De 1981 a 1986 se realizaron diversos proyectos para el desarrollo y progreso de Teojomulco: curato, la construcción del edificio de dos plantas de la Escuela Primaria, la primera planta del edificio del Jardín de Niños en El Calvario,  el edificio de la Escuela Telesecundaria, dos aulas de la Escuela Primaria de  Los Números, dos aulas en la Ranchería de las Huertas.
Se construyeron, además, cinco puentes importantes de tránsito vehicular: El Puente de Río  Costoche,  El Puente de Río Cuache, El Puente de Río Trapiche, El Puente de Río San Pablo, El Puente de Río Lagarto en las Huertas; además de otro puente peatonal en Río Muerto.
La construcción del Mercado Municipal en la planta baja y casa para maestros en la planta alta, la segunda planta del Jardín de Niños  en El Calvario; fue en este periodo cuando se hicieron los trabajos relativos a la introducción de la energía eléctrica. También  se hizo la construcción del laboratorio  en la escuela  telesecundaria.
En 1987 se funda la Telesecundaria en el lugar donde estuvo el campo de aviación.
El 30 de septiembre de 1999 hubo un fuerte terremoto que dejó 2 personas fallecidas, varias casas destrozadas, las rutas  de acceso cortadas, los cerros derraídos y su vía carretera inhabilitada.
El Teojomulco contemporáneo del siglo XXI
El 31 de mayo del 2002 ocurre la denominada “Matanza de agua fria” donde 26 campesinos de Santiago Xochiltepec fueron asesinados a manos del gobierno, culpando a 17 pobladores de Teojomulco (entre ellos una anciana y dos menores de edad), quienes fueron arrestados injustamente. Posteriormente, los pobladores de Teojomulco, se manifestaron y exígieron la liberación de sus ciudadanos que fueron injustamente arrestados, logrando liberarlos varios meses después.  
El 8 de noviembre de 2007 se inaugura el Hospital de La Paz “Teojomulco - Texmelucan” en la frontera entre Santo Domingo Teojomulco y San Lorenzo Texmelucan.
El 27 de febrero de 2020 se registra en México el primer caso de COVID-19, que rápidamente se propaga por todo el país llegando a Teojomulco. Bastante se especula sobre muertes repentinas y sospechosas en Teojomulco, pero no se confirma el contagio debido a la falta de infraestrutura en el hospital local para detectar la presencia del virus en personas sospechosas. Hasta enero de 2023 solo se registraron oficialmente 22 casos confirmados y 1 defunción, según fuentes oficiales. El 5 de mayo de 2023 la OMS declara finalizada la emergencia sanitaria por el COVID-19.
En el mes de abril del 2021 un incendio forestal devoró 5,000 hectáreas de bosque. Hombres y mujeres reunieron fuerzas para sofocar el fuego, que duró varios días. El gobierno del Estado y organismos ambientales mostraron apoyo nulo.
El conflicto agrario entre Santo Domingo Teojomulco y  San Lorenzo Texmelucan.
San Lorenzo Texmelucan no aparece en  ninguna de las citas de los  historiadores que  referencian  acerca  de los pueblos originarios asentados en la época precolonial en la región; las  menciones   que se hacen  acerca de San Lorenzo, aparecen posteriormente,  cuando San  Lorenzo Teoxomulco; que así se  llamaba anteriormente porque pertenecía a Santo Domingo Teoxomulco, pidió a fines del  siglo XVIII su separación. La corona  le autorizó  dicha separación  indicándole que se quedaría a  vivir  en  tierras de  Santo Domingo Teoxomulco. 
Según fuentes primarias que se han transmitido de generación en generación, la llegada de los vecinos de San Lorenzo se remonta a varias generaciones atrás, cuando un grupo de arrieros zapotecos llegaron a Tierras Chatinas y pidieron permiso a los Chatinos Teojomulqueños para sembrar en sus tierras y cuidar a sus animales en la temporada de lluvias. Teojomulco les dio permiso y a cambio, los llegados zapotecos daban un pago por sembrar en esas tierras. Eso sucedía cada año en temporada de lluvias, pero con el pasar de los años, debido a la gran extensión territorial de Teojomulco y a que gran parte de esas tierras no estaban habitadas, los zapotecos decidieron asentarse y establecerse como parte de Teojomulco. Este asentamiento de zapotecos figuró como ranchería y recibió el nombre de San Lorenzo Teoxomulco.
A finales del siglo XIII, San Lorenzo Teoxomulco, pidió su separación de Santo Domingo Teoxomulco, la cual fue otorgada por la corona el 2 de julio de 1801, pero fueron dispuestos bajo  indicandoles que se  quedarían a vivir por ese momento en tierras de Santo Domingo Teojomulco. La causa de la separación se supone que fueron las contribuciones, servicios y tequios que San Lorenzo prestaba a Santo Domingo Teojomulco naturalmente por pertenecer al municipio.
De esa manera los vecinos de San Lorenzo continuaron viviendo en tierras de Teojomulco sin pertenecer a este. El conflicto armado no empezaría hasta 140 años más tarde, en 1941, con la venta de terrenos de “El Xúchil” y “El Arador” a San Lorenzo que hizo el Coronel oriundo de Sola de Vega Alberto Lagunas.
Cuando Alberto Lagunas  hizo la venta, quiso obligar  a firmar a las autoridades  de Teojomulco, pero éstas  se negaron. Por esta causa mataron a las  autoridades de esa época. El acta  de compraventa  de los terrenos  de El Xúchil y El Arador es  un documento que le da formalidad a la operación que realizó  Alberto Lagunas. Esto es, que en él aparece como si el H. Ayuntamiento de Sola de Vega  hubiese sido el  verdadero Vendedor;  sólo  fue la formalidad, la verdadera venta  la realizó  Alberto Lagunas.
Durante los siguientes 65 años se vivió una época de invertidumbre, entre tribunales y resoluciones para terminar el conflicto, sucedieron varios enfrentamientos armados, varias perdidas humanas en ambos municipios y un rezago económico en toda la región derivados de este conflicto armado. Se cuenta que el primer enfrentamiento se dio en 1945 en el lugar llamado “El Nanche”, donde San Lorenzo estaba trabajando y también Teojomulco fue  con el fin de trabajar sus terrenos que habían  venido cultivando. La venta ni siquiera había sido en ese lugar, los pobladores de San Lorenzo estaban invadiendo. Ahí fue el primer enfrentamiento; se  dieron de machetazos. Finalmente, en El 26 de marzo de 2006 se da fin a la guerra Teojomulco - Texmelucan, por un convenio iniciado 28 de diciembre del 2005 que declara resuelto el conflicto territorial Teojomulco - Texmelucan en el cual Teojomulco dona 6.000 hectáreas de tierra al pueblo de Texmelucan.

## Extensión
Tiene una superficie territorial de 222.63 km², que representan el 0.23% del total del territorio del estado.

## Orografía
Las cadenas de montañas que  atraviesan  estos terrenos son ramales de la cordillera de cerros que vienen hacia el  E. y N. del nombrado Pelota y Molinillo que  tiene al frente  esta  población y la  cruza al  N. dirigiéndose al Poniente, dejando sus ramales unos al Sur y otros  al S. O., cortados por algunos arroyos. El cerro más elevado sobre el nivel del mar es el conocido con el nombre de la Piedra  que es el mismo de la Pelota y el Molinillo,  quedando en medio un picacho y que tiene 2817 metros sobre el nivel del mar.

## Hidrografía
Se riega con las afluentes de pequeños ríos y arroyos.

## Ecosistema y clima
El bioma que prevalece en este municipio es el bosque templado con lluvias en verano.

## Flora
Existe una vegetación arbustiva y de bosque, en el que podemos encontrar: encinos, ocoteras, huizaches, sauces, huajes, pinos y  tepehuajes.

## Fauna
La fauna que predomina en el municipio se integra por: venados, tejones, jabalíes, conejos, ratas, ardillas, armadillos, iguanas verdes, tlacuaches, víboras de cascabel, coralillos, culebras ratoneras, nutrias, entre otros.

## Recursos naturales
Se aprovecha el suelo en la siembra de diversos productos como son el maíz, frijol, café, plátano, calabaza y chile tuxta (una especie endémica de chile),  así como también se explotan sus bosques maderables.

## Características y uso de suelo
El tipo de suelo localizado en el municipio es cambisol cálcico propio para la agricultura.

## Cultura, artesanías y tradiciones
El Chatino de Teojomulco.
En Teojomulco se habló el Chatino, un topolecto que documenta el Jurista y Lingüista Francisco Belmar en su libro “Investigaciones sobre la Lengua Chatina” de 1902. En ese libro, Belmar documenta algunas palabras y expresiones del Chatino de Teojomulco; parece ser el único vestigio documentado del Chatino de Teojomulco (TJM).
En el Año 2015 J. Ryan Sullivant publicó su artículo “Reintroducing Teojomulco Chatino” (Reintroduciendo el Chatino de Teojomulco) en The International Journal of American Linguistics, donde menciona que el Topolecto de Teojomulco es la variante más divergente de Chatino:  "La variante dialectal que Belmar identifica como TJM (Chatino de Teojomulco) no se ha registrado en ningún otro lugar. Si bien el pueblo de Santo Domingo Teojomulco hoy no se considera un lugar con su propio topolecto chatino, la evidencia histórica establece claramente que allí se hablaba chatino al menos hasta principios del siglo XX. La variante de Teojomulco es la más divergente de todos los dialectos chatinos existentes, y parece mostrar una influencia considerable de las lenguas papabuco, zapoteca occidental y solteca (una vez) habladas en las cercanías" (Sullivant, 2015).
Según la tradición, el idioma Chatino fue dejando de enseñarse a los niños a partir de 1907 cuando el entonces presidente Juan Rodríguez prohibió su uso. Se prohibió enseñarse a los niños y en las escuelas y la gente rápidamente aprendió a hablar español.
La vestimenta tradicional Teojomulqueña.
La vestimenta tradicional dejó de usarse a la par del Chatino, con la ordenanza de 1907. La ropa tradicional fue dejándose de usar y solo permaneció por los más ancianos, quienes se negaron a dejar de vestir su indumentaria distintiva y murieron usándola. Algunas personas que en ese entonces eran niños o jóvenes, lograron ver a sus abuelos usando las particulares prendas y aun las recuerdan; por eso su apoyo fue imprescindible para poder rescatar la ropa típica. El traje típico de Teojomulco fue rescatado y presentado en la semana cultural 2022 por los ciudadanos Teojomulqueños Josué Rodríguez Gómez y Giovanelli Rodríguez Hilario, con la colaboración de Evaneli Luis Baltazar y varias personas mayores, quienes compartieron su conocimiento para llevar a cabo ese proyecto.
El traje vistoso de la mujer Teojomulqueña era el que se usaba para las fiestas o mayordomías.  Consta de una “camisa” de manta de cuello ancho, decorada con “camaroncito” rojo o negro, con alforzas en las mangas; una “enagua” de satín o razo en colores vivos de dos cortes, uno ajustado en la cintura y un corte amplio con tres alforzas grandes abajo y blonda mediana. Debajo de la enagua usan un refajo de manta blanco, con alforzas y encaje “bolillo”. En la cintura, usan un soyate de palma y un ceñidor. Sobre la blusa, usan una mascada grande con estampado de flores para cubrir los hombros, que se ajusta en la enagua. El cabello trenzado con listones de colores, arracadas de oro y collares de coral y azabache, su escapulario y su rosario.
En los pies, huaraches de pie de gallo de 3 piquetes. Su tradicional rebozo de seda negro de Santamaria. Un pañuelo para bailar las chilenas y secarse el sudor; las muchachas solteras solían tejer un pañuelo de las orillas y de una esquina, mismo que regalaban a su enamorado cuando iban a comprometerse.
El hombre Teojomulqueño usa una “camisola” de manta blanca, con alforzas en el frente y dos bolsas. Calzón de manta blanco ajustado al cuerpo. Sombrero de Lana negro de panza de burro. Una pañoleta en el cuello y un pañuelo en la bolsa de la camisa para secarse el sudor y bailar las chilenas. Huaraches de pie de gallo de tres piquetes. Un garnil de cuero para guardar cosas y una canana para guardar las monedas.
La mujer usaba del diario la “camisa” teojomulqueña de manta que podía o no estar decorada con “camaroncito”. Una “enagua” floreada o de manta de colores suaves, de dos cortes, con dos alforzas abajo. Su soyate y ceñidor. Bajo la enagua un refajo con alforzas y encaje bolillo. Podían estar descalzas o con huaraches; Tlacoyales o “cordoncitos” para trenzarse el cabello en rodete.
La musica tradicional teojomulqueña y las tradiciones.
La música tradicional de Santo Domingo Teojomulco son las marchas con banda y las chilenas con violín, guitarra, cántaro y cajón. Se suele versear y bailar las chilenas revoloteando el pañuelo y zapateando con algarabía.
El son teojomulqueño por excelencia es “El Parabién”, son típico Teojomulqueño que celebran los novios en una boda, amenizado por la banda local. Según las personas mayores, este baile inició hace muchos años con la finalidad de darle gracias al suegro del novio por haberle permitido casarse con su hija. Durante este baile, una persona mayor, entona los versos de “La Décima”, escritos especialmente para acompañar “El Parabién."
Algunas chilenas que se han venido bailando desde varios años atrás en Teojomulco son: “La india”, “Sirananai”, “El Palomo”, “La Garza”, “el Panadero”, esta última bailada a modo de juego en las bodas, donde el novio bailaba con el sombrero, sacando a bailar a una muchacha y posteriormente ésta sacando a bailar a alguien más. Estas chilenas eran tradicionalmente bailadas al ritmo del violín, cajón, cántaro y guitarra; pero últimamente se ha usado bailarlas al ritmo de la banda.
Los Viejitos, una tradición teojomulqueña.
Entre las tradiciones más antiguas que atesora Teojomulco se encuentran “Los viejitos” quienes se dejan ver posterior a la conmemoración del “Día de Todos los Santos”. El 3 de noviembre llegan los “viejos”, bailando a ritmo de la banda de música del pueblo en donde se improvisan versos sarcásticos e inofensivos pero ocurrentes, dirigidos a una persona, familia o a un acontecimiento en particular. Los “viejos” están integrados por una o dos pochas, siendo estas las viejas mayores, niñas, diablos, diablitos y los mismos viejitos;estos personajes bailan en las calles o en la casa de quien los invite, culminando la tarde con el casamiento de una niña y un diablo, recibiendo obsequios como refrescos, galletas y sin faltar el mezcal.
La tradición de los “viejitos”, es de origen prehispánica; en otros estados y regiones se le conoce como “huehuentones”, “negros”, “diablos”, “petateros”,“viejos” entre otros. En Teojomulco, los “Viejitos” son una tradición muy antigua que sigue vigente en nuestros días y que se ha adaptado a los tiempos; anteriormente al ritmo del violín y con ropa tradicional (calzon de manta y camisola, enagua y camisa) y ahora al ritmo de la banda, con ropa variada de acuerdo a la creatividad del viejo. 
La influencia de “Los Viejos” de Teojomulco se ha visto reflejada en los municipios circunvecinos, quienes ya han adoptado esta tradición.
La fiesta de la Virgen de Guadalupe.
La fiesta de la virgen de Guadalupe, es una tradición que se festeja anualmente cada 12 de diciembre, inicia el 10 con la tradicional “calenda” que se lleva a cabo en la noche, es un recorrido que se hace en las principales calles de la población  acompañada de bandas de música, faroles y quema de fuegos artificiales. el día 11 se realiza el convite de flores, que es un recorrido que se hace al medio día en donde las personas acompañan con canastas adornadas de flores naturales y donde las personas usan ropa típica; en ese recorrido las personas bailan al son de la banda.
La Fiesta Patronal.
Al igual que en otros pueblos, en Teojomulco se celebra la Fiesta Patronal, en honor a Santo Domingo de Guzmán, de ahí el nombre de este pueblo, que en este caso se celebra del 2 al 7 de agosto; para ello, en ocasiones se ofrecen personas como mayordomos y cuando no hay voluntarios, la fiesta la organiza un comité voluntario; la fiesta inicia con una calenda la noche del día dos, al siguiente día se realiza el convite, se celebran misas los días tres y cuatro de agosto; además, se llevan a cabo juegos pirotécnicos, torneos de básquetbol, carreras de caballos y jaripeos. Esta fiesta es considerada la más importante del pueblo.
El tradicional Dia de Muertos.
Una más de las tradiciones que se celebran es la de “Todos los Santos” (1 y 2 de noviembre) en donde, según la religión católica, el repique de campanas durante la noche y el día llaman a los angelitos y a los fieles difuntos; por las noches se organizan veladas en sus casas y en el día el sacerdote celebra una misa en el panteón, que se llena de flores y veladoras para esperar a los que se nos adelantaron, se prepara mole de pollo y de guajolote, así como tamales y se elaboran nuestros tradicionales arcos con flores de sempazuchil o Rosacuache, frutas, dulces, pan y chocolate. A diferencia del día de muertos en otras partes de México, donde se pasa la noche en los panteones, en Teojomulco se espera a las almas de los fallecidos en los hogares; se hace una fogata en el patio y se reúne la familia para convivir y “esperar” a los fieles difuntos.

## Atractivos turísticos
Santo Domingo Teojomulco es un municipio virgen en materia de turismo pero con mucho potencial: está el complejo minero abandonado donde aún hay maquinaria y construcciones con los que alguna vez se sacó oro. Tejomulco cuenta con abundantes ríos y cascadas de agua limpia, cristalina y de belleza exuberante. Los bosques y montañas son ideales para hacer senderismo así como para acampar y conocer la fauna local. Teojomulco cuenta con una población cálida, respetuosa y amable.
Se puede degustar su gastronomía tradicional en sus restaurantes y comedores y recorrer sus calles llenas de 
colores. Se puede visitar la presa al norte y la riqueza de sus bosques.